# Hans Wahlgren
Hans Carl Gustav Wahlgren (født 26. juni 1937 i Helsingborg, død 10. maj 2024 i Värmdö) var en svensk skuespiller, der optrådte i forskellige film og tv-serier. Han var også aktiv med revyer og farcer, samt stemmeskuespil.
I de senere år af sit liv var Hans Wahlgren blandt andet med i realityserien Familien Wahlgren, der blev startet af hans datter Pernilla. Programmet blev sendt på Kanal 5.
Han var fra 1962 og frem til sin død gift med skuespillerinden Christina Schollin.

## Udvalgt filmografi
- Indianer och blekansikten (kortfilm, 1945)
- Ungdom, fart og sex (1959)
- Det är hos mig han har varit (1963)
- Hennes meget kongelige høyhet (1968)
- Eva - misbrugt af mænd (1969)
- Skrækken har 1000 øjne (1970)
- Manden der blev millionær (1980)
- Rederiet (tv-serie, 1992)
- De tre venner og Jerry (animeret tv-serie, 1999)
- Kärlek & Lavemang (tv-film, 2002)
- Fjällbacka-mordene - Havet giver, havet tager (tv-film, 2013)
- Familien Wahlgren (realityserie, 2016-2024)